# The Four Seasons
The Four Seasons é um grupo musical liderado pelo cantor norte-americano Frankie Valli. Atingiram sucesso em 1962, quando gravaram "Sherry". Dentre outras músicas lançadas nos anos seguintes, encontram-se "Big Girls Don't Cry", "Can't Take My Eyes Off You", "Beggin’" e "Spend The Night In Love". Os Four Seasons foram, junto dos Beach Boys, a única banda norte-americana a ter sucesso nas paradas musicais antes, durante e após a Invasão Britânica. A formação original da banda foi induzida ao Rock and Roll Hall of Fame em 1990 e ao Vocal Group Hall of Fame em 1999. Eles são um dos grupos mais vendidos de todos os tempos, com vendas estimadas em mais de cem milhões de unidades ao redor do mundo.